# L'Acteur
L'Acteur és una obra de 1948 de l'artista dadaísta Raoul Hausmann. És tracta d'un collage, les parts del qual formen un rostre humà masculí. Destaca d'entre les parts un gran i expressiu ull dret. Les fotos que el componen són en tons blancs i negres, com les fotografies antigues. L'any de creació de l'obra pertany a l'etapa en l'exili de l'autor.